# Gmina Osceola (Iowa)

Położenie Gminy Osceola w hrabstwie Clarke

Gmina Osceola (ang. Osceola Township) – gmina w USA, w stanie Iowa, w hrabstwie Clarke. Według danych z 2000 roku gmina miała 481 mieszkańców, a jej powierzchnia wynosi 83,38 km².